# Rhapsa
Rhapsa là một chi bướm đêm thuộc họ Erebidae.

## Loài
- Rhapsa eretmophora Turner, 1932
- Rhapsa occidentalis Turner, 1944
- Rhapsa scotosialis Walker, [1866]
- Rhapsa suscitatalis Walker, [1859]

## Hình ảnh

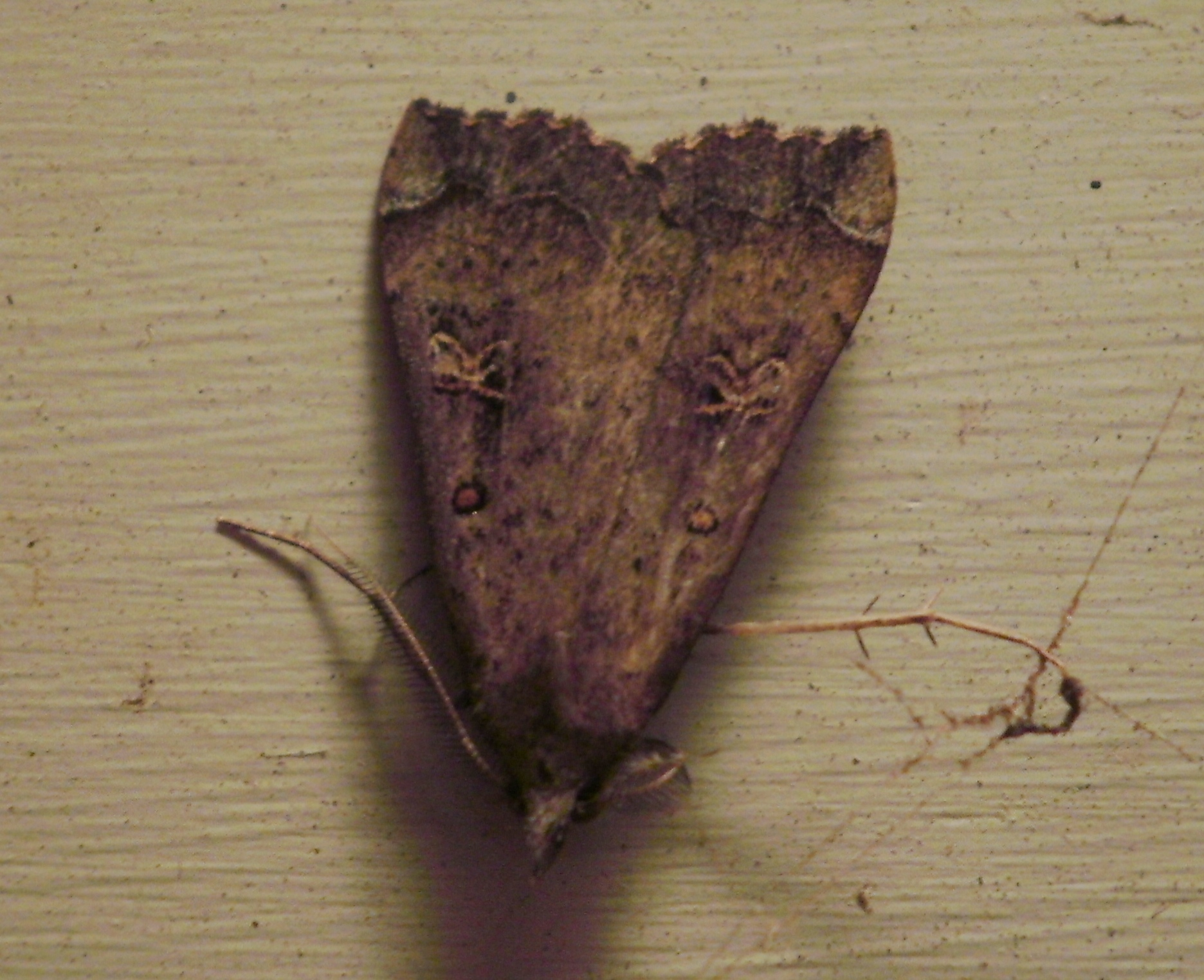